# Estrecho de Peel
Estrecho de Peel es un estrecho en la región de Qikiqtaaluk del territorio canadiense de Nunavut. Ubicado en el archipiélago ártico canadiense, limita con la isla Somerset al este y la isla Príncipe de Gales al oeste. Conecta el estrecho de Barrow, parte del canal de Parry, en el norte con el estrecho de Franklin en el sur. Separa la isla de Somerset al este de la isla del Príncipe de Gales al oeste. Al norte se abre al canal Parry mientras que su extremo sur se fusiona con el estrecho de Franklin.
Hay varias islas con nombre dentro del sonido, que incluyen: Lock, Vivian, Prescott, Pandora, Otrick, Barth, De la Roquette y Gibson. Sir John Franklin pasó por el estrecho en 1846, un verano inusualmente cálido, ya que típicamente Peel Sound está helado. Su lado este fue trazado por James Clark Ross en 1849. 
En 1858 Francis Leopold McClintock intentó penetrarlo y fue bloqueado por el hielo. Lo mismo le sucedió a Allen Young en 1875.
El estrecho tiene una extensión de longitud en dirección norte-sur de 230 km. Su ancho varía entre 25 y 50 km.
Al oeste del Estrecho, entre la isla Prescott y la isla Príncipe de Gales, se encuentra la bahía Browne.
Hay varias islas en Peel Sound. Estos incluyen: la isla de Prescott , Isla de bloqueo, la isla de Vivian, Isla de Pandora, Isla Otrick, Isla Bathurst, de la Islas Roquette y Gibson Island.
La zona alrededor del estrecho está completamente deshabitada y el último estrecho del paso noroeste donde se derrite el hielo, quedando impracticable para los barcos durante casi todo el año, en el extremo sur donde termina el sonido Peel es el a isla del rey Guillermo en la que se encuentra el pueblo de Gjoa Haven , nombre tomado de "Gjoa" el barco de Roald Amundsen que permaneció allí durante dos años (1903-1905) y luego fue el primero en completar la ruta considerada la más difícil en 1906 en el mundo.

## Galería

Peel Sound
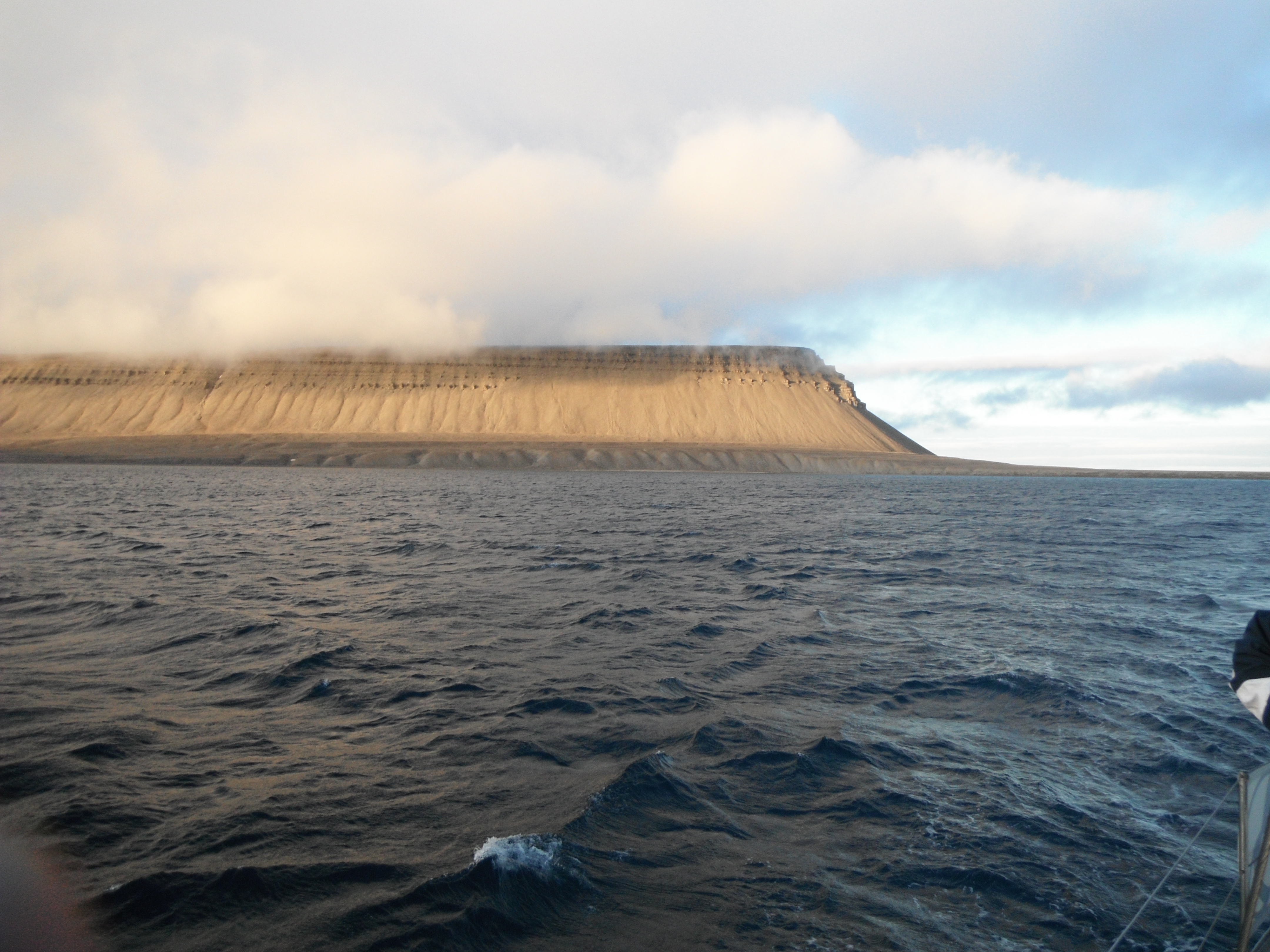
Entrada en Peel Sound